# マッド・ドッグ (アルバム)
『マッド・ドッグ』（Mad Dog）は、ジョン・エントウィッスルの4作目のソロ・アルバムである。彼がザ・フーのメンバーとして活動していた1975年に、「ジョン・エントウィッスルとオックス」（John Entwistle's OX）の名義で発表された。

## 解説
1974年、エントウィッスルはザ・フーの他のメンバーが映画『トミー』の制作にかかりきりになっている間隙に、グラハム・ディーキン（ドラムス）、ロバート・ジョンソン（ギター、ヴォーカル）らと12人編成のジ・オックス（The Ox）を結成して12月と1975年1月にイギリス・ツアーを行なった。
同年2月、彼は「ジョン・エントウィッスルとオックス」（John Entwistle's OX）の名義で、前作『死後硬直』（1973年）同様にロックン・ロール色が強い本作を発表した。

## 収録曲
作詞・作曲の記載なき曲はJohn Entwistle作。邦題は日本盤に準拠。

### CD
| #         | タイトル                                                | 作詞・作曲               | 時間  |
| --------- | ------------------------------------------------------- | ------------------------ | ----- |
| 1.        | 「アイ・フォール・トゥ・ピーセズ I Fall to Pieces」     |                          | 3:50  |
| 2.        | 「セル・ナンバー7 Cell Number 7」                       | Entwistle, Tony Ashton   | 3:56  |
| 3.        | 「ユー・キャン・ビー・ソー・ミーン You Can Be So Mean」 |                          | 3:50  |
| 4.        | 「レディー・キラー Lady Killer」                        |                          | 3:25  |
| 5.        | 「フー・イン・ザ・ヘル Who in the Hell?」               |                          | 3:30  |
| 6.        | 「マッド・ドッグ Mad Dog」                              |                          | 5:24  |
| 7.        | 「ジャングル・バニー Jungle Bunny」                     | Entwistle, Graham Deakin | 3:56  |
| 8.        | 「アイム・ソー・スケアード I'm So Scared」              |                          | 3:59  |
| 9.        | 「ドラウ二ング Drowning」                               |                          | 4:38  |
| 合計時間: | 合計時間:                                               | 合計時間:                | 36:28 |

### オリジナルLP
| #         | タイトル                                                | 作詞・作曲             | 時間  |
| --------- | ------------------------------------------------------- | ---------------------- | ----- |
| 1.        | 「アてイ・フォール・トゥ・ピーセズ I Fall to Pieces」   |                        | 3:50  |
| 2.        | 「セル・ナンバー7 Cell Number 7」                       | Entwistle, Tony Ashton | 3:56  |
| 3.        | 「ユー・キャン・ビー・ソー・ミーン You Can Be So Mean」 |                        | 3:50  |
| 4.        | 「レディー・キラー Lady Killer」                        |                        | 3:25  |
| 5.        | 「フー・イン・ザ・ヘル Who in the Hell?」               |                        | 3:30  |
| 合計時間: | 合計時間:                                               | 合計時間:              | 18:31 |

| #         | タイトル                                   | 作詞・作曲               | 時間  |
| --------- | ------------------------------------------ | ------------------------ | ----- |
| 1.        | 「マッド・ドッグ Mad Dog」                 |                          | 5:24  |
| 2.        | 「ジャングル・バニー Jungle Bunny」        | Entwistle, Graham Deakin | 3:56  |
| 3.        | 「アイム・ソー・スケアード I'm So Scared」 |                          | 3:59  |
| 4.        | 「ドラウ二ング Drowning」                  |                          | 4:38  |
| 合計時間: | 合計時間:                                  | 合計時間:                | 17:57 |

## 参加メンバー
出典。番号はCDのトラックナンバーを示す。
- ジョン・エントウィッスル　John Entwistle – リード・ヴォーカル、ベース・ギター、8弦ベース、シンセサイザー
- グラハム・ディーキン　Graham Deakin – ドラムス、パーカッション
- トニー・アシュトン　Tony Ashton – ピアノ
- Jimmy Ryan – guitar
- Howie Casey – テノール・サクソフォーン
- Dave Caswell – トランペット
- John Mumford – トロンボーン
- ディック・パリー　Dick Parry – バリトン・サクソフォーン
- Doreen Chanter – バッキング・ヴォーカル、リード・ヴォーカル（6）
- Irene Chanter – バッキング・ヴォーカル、リード・ヴォーカル（6）
- Juanita "Honey" Franklin – バッキング・ヴォーカル、リード・ヴォーカル（6）

- John Mealing – ピアノ（8）
- エディ・ジョブソン　Eddie Jobson – ヴァイオリン（5、7）、ピアノ（5、7、9）
- マイク・ウェッジウッド　Mike Wedgwood – ストリングス編曲（8、9）
- The Nashville Katz – ストリングス（8、9）

## ツアー
本作発表後、エントウィッスルはディーキン（ドラムス）、ジョンソン（ギター）、マイク・ディーカン（キーボード）、ジェフ・デイリー（サクソフォーン）とThe Oxを結成して、2月21日から3月23日まで全米18の都市を廻るツアーを行った。だが本作の売れ行きは全米192位と低調で、ツアーも赤字に終わり、彼に7万ドル以上もの出費を強いた。
1975年3月15日のフィラデルフィアでのコンサートの模様がアメリカのラジオ番組『キング・ビスケット・フラワー・アワー』の為に録音され、1996年にCDとして発表された。